# Picot negre collroig
El picot negre collroig  (Campephilus rubricollis) és una espècie d'ocell de la família dels pícids. Habita la selva humida a les terres baixes fins als 1600 m per l'est dels Andes, des del sud-est de Colòmbia, sud de Veneçuela i Guaiana, cap al sud, a través de l'est de l'Equador i est del Perú fins al nord i l'est de Bolívia i Brasil amazònic.